# Brenthis callisto
Brenthis callisto är en fjärilsart som beskrevs av Mairlot 1932. Brenthis callisto ingår i släktet Brenthis och familjen praktfjärilar. Inga underarter finns listade i Catalogue of Life.